# Figurine articulée

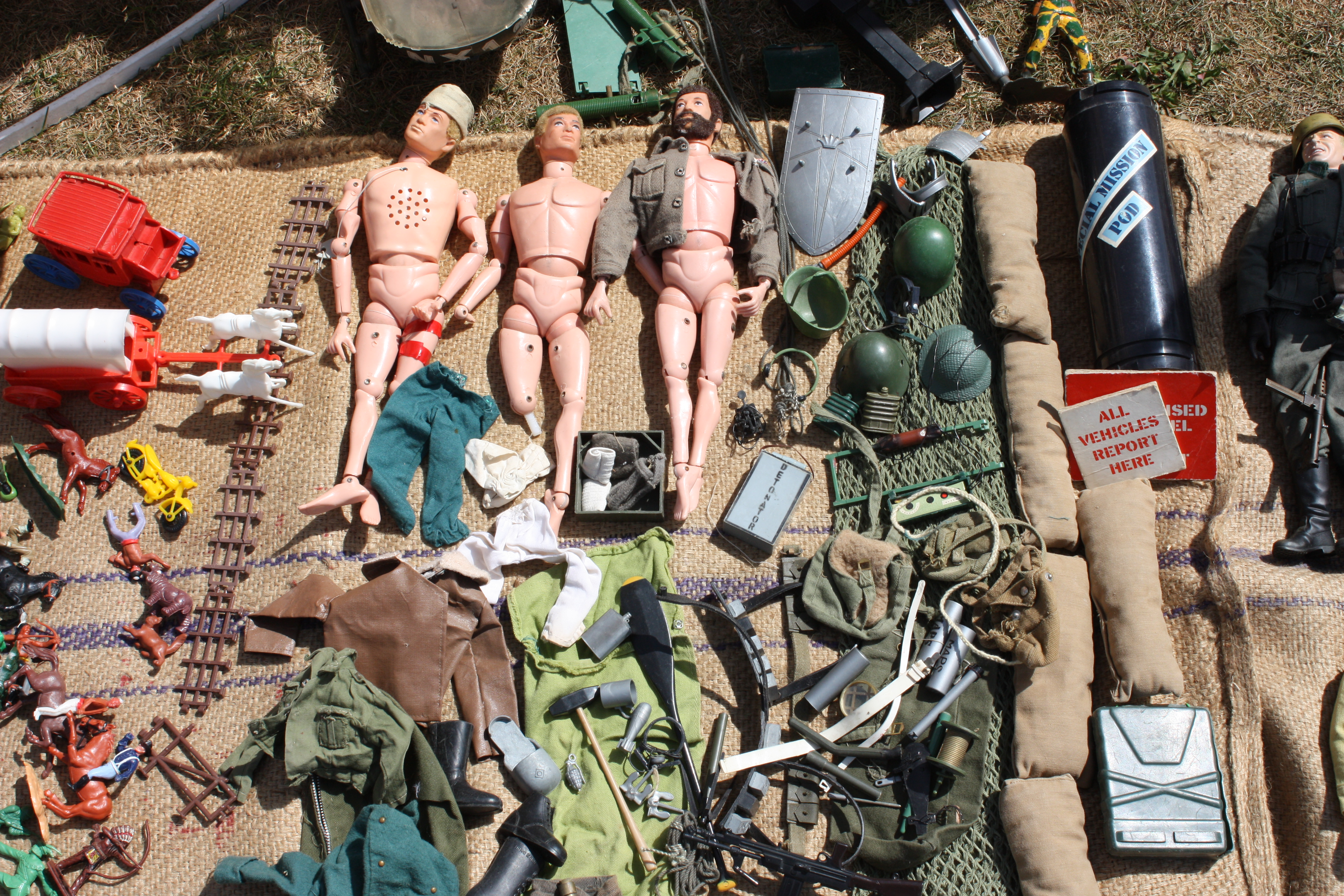
Vente de figurines articulées et de leurs accessoires lors d'un vide-greniers.

Une figurine articulée est une figurine généralement en plastique, souvent inspirée d'un dessin animé, d'un film ou d'un uniforme d'une entité militaire.
Ces jouets sont destinés aux enfants mais aussi à la collection (comme les McFarlane Toys par exemple). Ces figurines dont la taille la plus répandue est de 30 centimètres, sont faites en plastique et elles sont manipulables grâce à des articulations.
Parmi les séries de figurines articulées, on peut citer les G.I. Joe, les Action Man et les C.O.P.S 'N' Crooks de chez Hasbro, les figurines inspirées des Chevaliers du Zodiaque (les Myth Cloth), des Tortues Ninja, des Power Rangers, ou encore de Dragon Ball Z. Bien qu'étant eux aussi articulés, les jouets de type Playmobil ne sont généralement pas désignés sous ce terme. Les jouets de type Barbie sont quant à eux désignés sous le terme poupée mannequin.

## Fabricants par pays

### États-Unis
- Milton Bradley Company
- Hasbro
- Ideal Toy Company
- Kenner
- LJN
- McFarlane Toys
- Mattel

### Japon
- Bandai
- Banpresto
- Good Smile Company
- Takara
- Takara Tomy
- Busou Shinki
- Kaiyodo/Revoltech
- Kyosho
- Capcom
- Square-Enix
- Koei
- Hobby Japan

### France
- Papo
- Petitcollin
- Dinam'o miniatures

## Autres
- Momiji Dolls
- Bullyland (Allemagne)
- Games Workshop/Warhammer 40,000 (Britannique)
- Hot Toys (Hong Kong)